# Acktjärnen (Folkärna socken, Dalarna)
Acktjärnen är en sjö i Avesta kommun och Hedemora kommun i Dalarna och ingår i Dalälvens huvudavrinningsområde. Sjön har en area på 0,0603 kvadratkilometer och ligger 146,3 meter över havet. Sjön avvattnas av vattendraget Vinnarbäcken.

## Delavrinningsområde
Acktjärnen ingår i det delavrinningsområde (668470-152817) som SMHI kallar för Ovan 668448-152925. Medelhöjden är 185 meter över havet och ytan är 1,38 kvadratkilometer. Det finns inga avrinningsområden uppströms utan avrinningsområdet är högsta punkten. Vinnarbäcken som avvattnar avrinningsområdet har biflödesordning 4, vilket innebär att vattnet flödar genom totalt 4 vattendrag innan det når havet efter 119 kilometer. Avrinningsområdet består mestadels av skog (95 procent). Avrinningsområdet har 0,06 kvadratkilometer vattenytor vilket ger det en sjöprocent på 4,2 procent.